# Venus O'Hara
Venus O'Hara és una actriu i escriptora britànica resident a Barcelona, autora d'assaigs sobre sexe. O'Hara estudià belles arts, per la qual cosa reivindica el nu com a objecte artístic i no com a objecte sexual, i treballà com a professora d'anglés, entre altres ocupacions, abans de dedicar-se a l'escriptura. L'any 2011 esdevingué la primera bloguera en ocupar la portada de la revista Interviú, amb el titular «Vull ser provadora de vibradors». Cinc anys després, O'Hara tornà a ocupar la portada com a dissenyadora del seu propi consolador, després d'haver-ne provat més de tres-cents.
| A.   | Títol                    | Editorial | ISBN           |
| ---- | ------------------------ | --------- | -------------- |
|      | Love Me Like You Hate Me |           | amb Erika Lust |
| 2014 | La máscara de Venus      | Planeta   |                |
| 2015 | Anglès per a pervertits  | Beascoa   | 8401388759     |